# Cladocarpus crepidatus
Cladocarpus crepidatus är en nässeldjursart som beskrevs av Wilfrid Arthur Millard 1975. Cladocarpus crepidatus ingår i släktet Cladocarpus och familjen Aglaopheniidae. Inga underarter finns listade i Catalogue of Life.